# えびの市立岡元小学校
えびの市立岡元小学校（えびのしりつ おかもとしょうがっこう）は、宮崎県えびの市大字浦にある公立の小学校。

## 概要
歴史
1874年（明治7年）分校として創立。長く、真幸小学校の分校であったが、1957年（昭和32年）に独立。現校名となったのは1970年（昭和45年）。独立した1957年（昭和32年）を創立年としており、2022年（令和4年）には創立65周年を迎えた。
校章
1966年（昭和41年）制定。桜の花弁を背景にして、中央に校名の頭文字である「岡」の文字を配している。
校歌
1966年（昭和41年）制定。作詞は黒木淳吉、作曲は海老原直による。歌詞は3番まであり、各番の歌詞中に校名の「岡元小」が登場する。
通学区域
えびの市のうち、「上浦」地区。中学校区はえびの市立真幸中学校。

## 沿革
- 1874年（明治7年）- 上浦地区に「馬関田小学校 岡元分校」として創立。
- 1880年（明治13年）- 字岡元257番地に校舎が完成。
- 1885年（明治18年）- 移管により、「吉田小学校 岡元分教場」に改称。
- 1886年（明治19年）- 小学校令施行により、「簡易吉田小学校 岡元分教場」に改称。
- 1889年（明治22年）5月1日 - 町村制施行により、西諸県郡10村（水流、川北（馬関田郷）、浦、島内、柳水流、内竪、亀沢、向江、昌明寺、岡松）の合併により、「真幸村」が発足。
- 1890年（明治23年）-「尋常吉田小学校 岡元分教場」に改称。
- 1892年（明治25年）4月 - 「真幸尋常小学校 岡元分教場」に改称。
- 1897年（明治30年）- 「真幸尋常高等小学校 岡元分教場」と改称。
- 1899年（明治32年）- 字水呑371番地に校舎を移転。
- 1900年（明治33年）- 真幸尋常高等小学校から分離の上、「岡元尋常小学校」として独立。
- 1923年（大正12年）4月1日 - 統合により、「真幸尋常高等小学校 岡元分教場」となる。
- 1941年（昭和16年）4月1日 - 国民学校令施行により、「真幸村真幸国民学校 岡元分教場」に改称。
- 1947年（昭和22年）4月1日 - 学制改革（六・三制の実施）により「真幸村立真幸小学校 岡元分校」に改称。
- 1949年（昭和24年）4月1日 - 「真幸村立第一真幸小学校 岡元分校」に改称。校地を拡張。校舎を新築。
- 1950年（昭和25年）
  - 4月1日 - 町制施行により、「真幸町立第一真幸小学校 岡元分校」に改称。
  - 8月 - 「真幸町立真幸小学校 岡元分校」に改称。
- 1952年（昭和27年）- 校舎を新築。
- 1957年（昭和32年）4月1日 - 真幸小学校から分離の上、「真幸町立岡元小学校」として独立。
- 1958年（昭和33年）4月1日 - 保護者負担による幼児学級を新設。
- 1964年（昭和39年）- 理科教室・準備室が完成。
- 1966年（昭和41年）
  - 11月3日 - 3町（飯野・加久藤・真幸）合併でえびの町が発足したため、「えびの町立岡元小学校」と改称。
  - この年 - 校章・校旗・校歌を制定。
- 1968年（昭和43年）2月21日 - えびの大地震（震度6）が発生。門柱等の施設が倒壊。
- 1970年（昭和45年）12月1日 - 市制施行により、「えびの市立岡元小学校」（現校名）に改称。
- 1988年（昭和63年）- 体育館が完成。
- 1990年（平成2年）- 新校舎が完成。
- 1999年（平成11年）- えびの市立真幸小学校と交流学習を開始。
- 2006年（平成18年）- 創立50周年記念事業を実施。
- 2009年（平成21年）- パソコン室を改修。
- 2016年（平成28年）3月 - プールを改修。
- 2019年（令和元年）- 放課後児童クラブを開設。

## 交通
最寄りの鉄道駅
- JR九州 吉都線（えびの高原線） 「京町温泉駅」

最寄りの幹線道路
- 宮崎県道403号えびの高原京町線

## 周辺
- 宮崎県えびの発電所（太陽光発電）